# Alexander Ziervogel
Alexander Ziervogel (* 20. Januar 1981 in Troisdorf) ist ein ehemaliger österreichischer Fußballspieler. 
1998–2004 spielte er für den VfB Admira Wacker Mödling, danach wechselte er für die Frühjahressaison 2004/05 zu SW Bregenz, im Sommer desselben Jahres zum DSV Leoben, wo er eine Saison blieb. Danach spielte er jeweils eine Saison für den TSV Hartberg und eine halbe für SKN St. Pölten bzw. für SC/ESV Parndorf, wo er 2008 seine Karriere beendete.
Ziervogel ist der einzige österreichische Spieler, der bei einer Jugend-WM (U17-WM in Ägypten) ein Tor für Österreich erzielte. Weiters war er Teil der Mannschaft, die 1996 für Österreich den Vize-Europameister-Titel (U16) erkämpfte.